# Challenger de Columbus 2022
El torneo Challenger dr Columbus 2022 fue la 11.ª edición del torneo de tenis sobre pista dura bajo techo Challenger de Columbus, y se celebró entre el 24 y el 30 de enero de 2022 en la ciudad de Columbus, Estados Unidos. Este torneo perteneció al ATP Challenger Tour 2022 en la categoría Challenger 80.

## Jugadores participantes del cuadro de individuales
| Favorito | País                      | Jugador            | Rank1 | Posición en el torneo    |
| -------- | ------------------------- | ------------------ | ----- | ------------------------ |
| 1        | Bandera de Estados Unidos | Jenson Brooksby    | 58    | Semifinales              |
| 2        | Bandera de Estados Unidos | Tennys Sandgren    | 94    | Primera ronda            |
| 3        | Bandera de Japón          | Yoshihito Nishioka | 119   | CAMPEÓN                  |
| 4        | Bandera de Austria        | Jurij Rodionov     | 137   | Semifinales              |
| 5        | Bandera de Estados Unidos | Ernesto Escobedo   | 141   | Cuartos de final         |
| 6        | Bandera de Ecuador        | Emilio Gómez       | 153   | Cuartos de final         |
| 7        | Bandera de Estados Unidos | Jack Sock          | 157   | Cuartos de final, retiro |
| 8        | Bandera de Estados Unidos | Bjorn Fratangelo   | 158   | Segunda ronda            |

- 1 Se ha tomado en cuenta el ranking del 17 de enero de 2022.

### Otros participantes
Los siguientes jugadores recibieron una invitación (wild card), por lo tanto ingresaron directamente al cuadro principal (WC):
- Jack Anthrop
- Alexander Bernard
- Jenson Brooksby

Los siguientes jugadores ingresaron al cuadro principal tras disputar el cuadro clasificatorio (Q):
- Sebastian Fanselow
- Nick Hardt
- Ryan Harrison
- Nicolás Mejía
- Roberto Quiroz
- Yosuke Watanuki

## Campeones

### Individual Masculino
- Yoshihito Nishioka derrotó en la final a  Dominic Stricker, 6–2, 6–4

### Dobles Masculino
- Tennys Sandgren /  Mikael Torpegaard derrotaron en la final a  Luca Margaroli /  Yasutaka Uchiyama, 5–7, 6–4, [10–5]